# Herrarnas lagtävling i bågskytte vid olympiska sommarspelen 1988
Den här artikeln behandlar herrarnas lagtävling i bågskytte under olympiska sommarspelen 1988. 

## Medaljörer
| Klass                         | Guld                                           | Silver                                      | Brons                                                        |
| Lag, herrar Sommarspelen 1988 | Sydkorea Chun In-Soo Lee Han-Sup Park Sung-Soo | USA Jay Barrs Richard McKinney Darrell Pace | Storbritannien Steven Hallard Richard Priestman Leroy Watson |

## Resultat

### Första rundan
| Placering | Nation         | Poängresultat |
| --------- | -------------- | ------------- |
| 1         | Sydkorea       | 3862          |
| 2         | USA            | 3839          |
| 3         | Sovjetunionen  | 3799          |
| 4         | Finland        | 3797          |
| 5         | Japan          | 3766          |
| 6         | Sverige        | 3759          |
| 7         | Italien        | 3733          |
| 8         | Storbritannien | 3733          |
| 9         | Danmark        | 3714          |
| 10        | Mexiko         | 3695          |
| 11        | Chinese Taipei | 3693          |
| 12        | Frankrike      | 3691          |
| 13        | Australien     | 3688          |
| 14        | Turkiet        | 3686          |
| 15        | Belgien        | 3684          |
| 16        | Kanada         | 3679          |
| 17        | Spanien        | 3664          |
| 18        | Västtyskland   | 3659          |
| 19        | Kina           | 3644          |
| 20        | Indien         | 3615          |
| 21        | Zimbabwe       | 3438          |
| 22        | Bhutan         | 3338          |

### Semifinal
| Placering | Nation         | Poängresultat | Rank-ändring |
| --------- | -------------- | ------------- | ------------ |
| 1         | USA            | 992           | +1           |
| 2         | Sovjetunionen  | 976           | +1           |
| 3         | Chinese Taipei | 968           | +8           |
| 4         | Storbritannien | 965           | +4           |
| 5         | Sverige        | 964           | +1           |
| 6         | Sydkorea       | 960           | -5           |
| 7         | Finland        | 960           | -3           |
| 8         | Japan          | 958           | -3           |
| 9         | Italien        | 957           | -2           |
| 10        | Frankrike      | 948           | +1           |
| 11        | Danmark        | 938           | -2           |
| 12        | Mexiko         | 917           | 2            |

### Final
| Placering | Nation         | Poängresultat | Rank-ändring |
| --------- | -------------- | ------------- | ------------ |
| 1         | Sydkorea       | 986           | +5           |
| 2         | USA            | 972           | -1           |
| 3         | Storbritannien | 968           | +1           |
| 4         | Finland        | 956           | +3           |
| 5         | Sovjetunionen  | 949           | -3           |
| 6         | Japan          | 948           | +2           |
| 7         | Chinese Taipei | 937           | -4           |
| 8         | Sverige        | 925           | -3           |